# Sizzler
Sizzler ist eine amerikanische Restaurantkette.  

## Geschichte

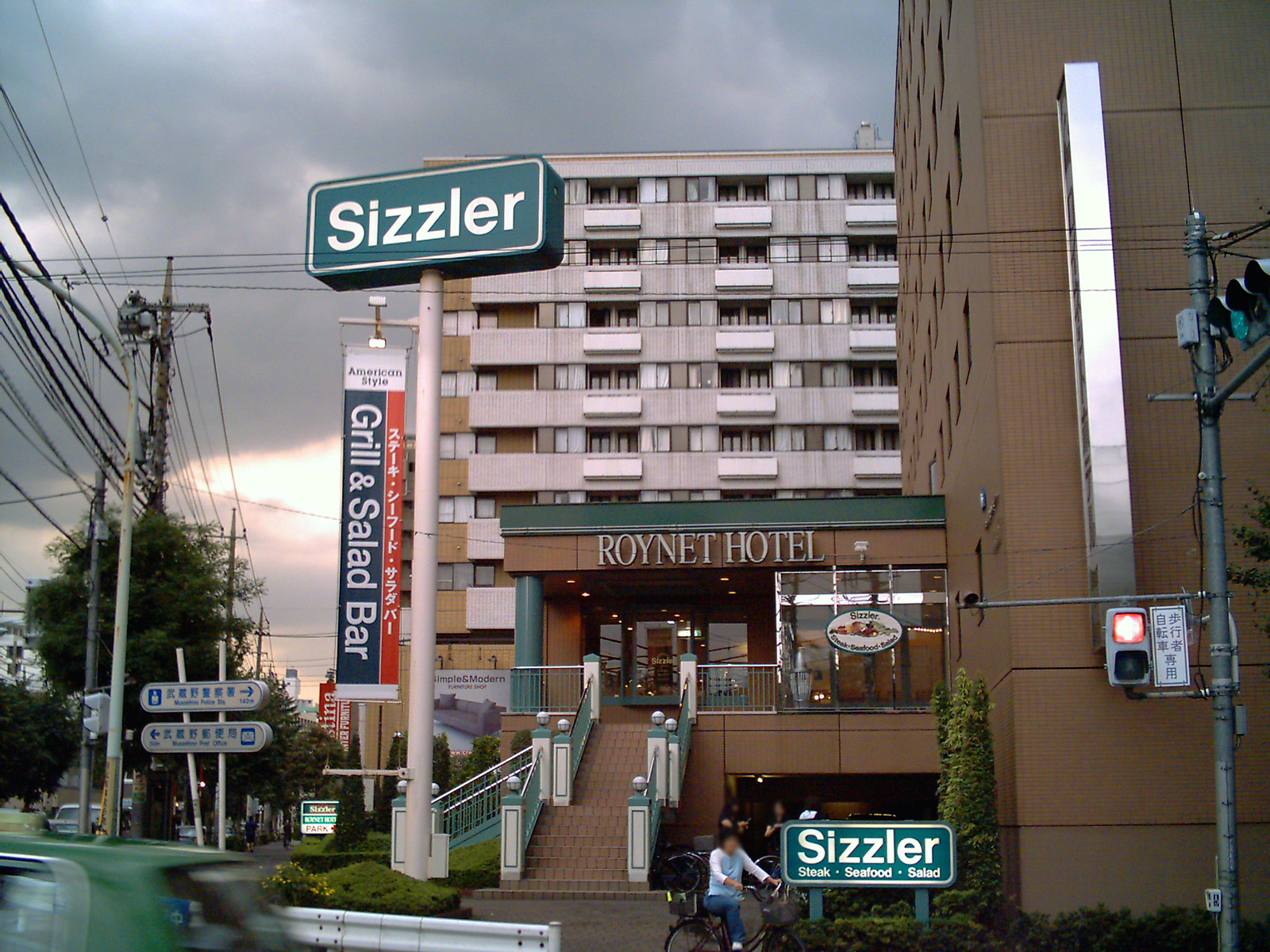
Ein Restaurant in Japan

Die Kette wurde am 27. Januar 1958 von Del und Helen Johnson  gegründet als Del Sizzler’s Family Steak House in Culver City, Kalifornien. Das Unternehmen hatte zeitweilig mehr als 270 Standorte in den USA, im Jahr 2024 waren es 77 zumeist in den westlichen USA. Auch international gibt es Sizzler Restaurants, unter anderem 68 in Thailand und 10 in Japan (Stand 2024). Zeitweilig gab es auch Restaurants in Australien, China, Singapur und Taiwan. Im Jahr 2005 wurde Sizzler von einer Private-Equity-Gesellschaft namens Collins Foods Group gekauft und befindet sich seitdem im Besitz des Unternehmens. 2023 verkaufte Collins das Asiengeschäft ihrer Restaurantmarke Sizzler an die Minor Food Gruppe aus Thailand.

## Menü
Sizzler hat sich hauptsächlich auf Steaks und Meeresfrüchte spezialisiert. Außerdem ist Sizzler auch für sein großes Salatbuffet bekannt.